# Medidor de consumo eléctrico

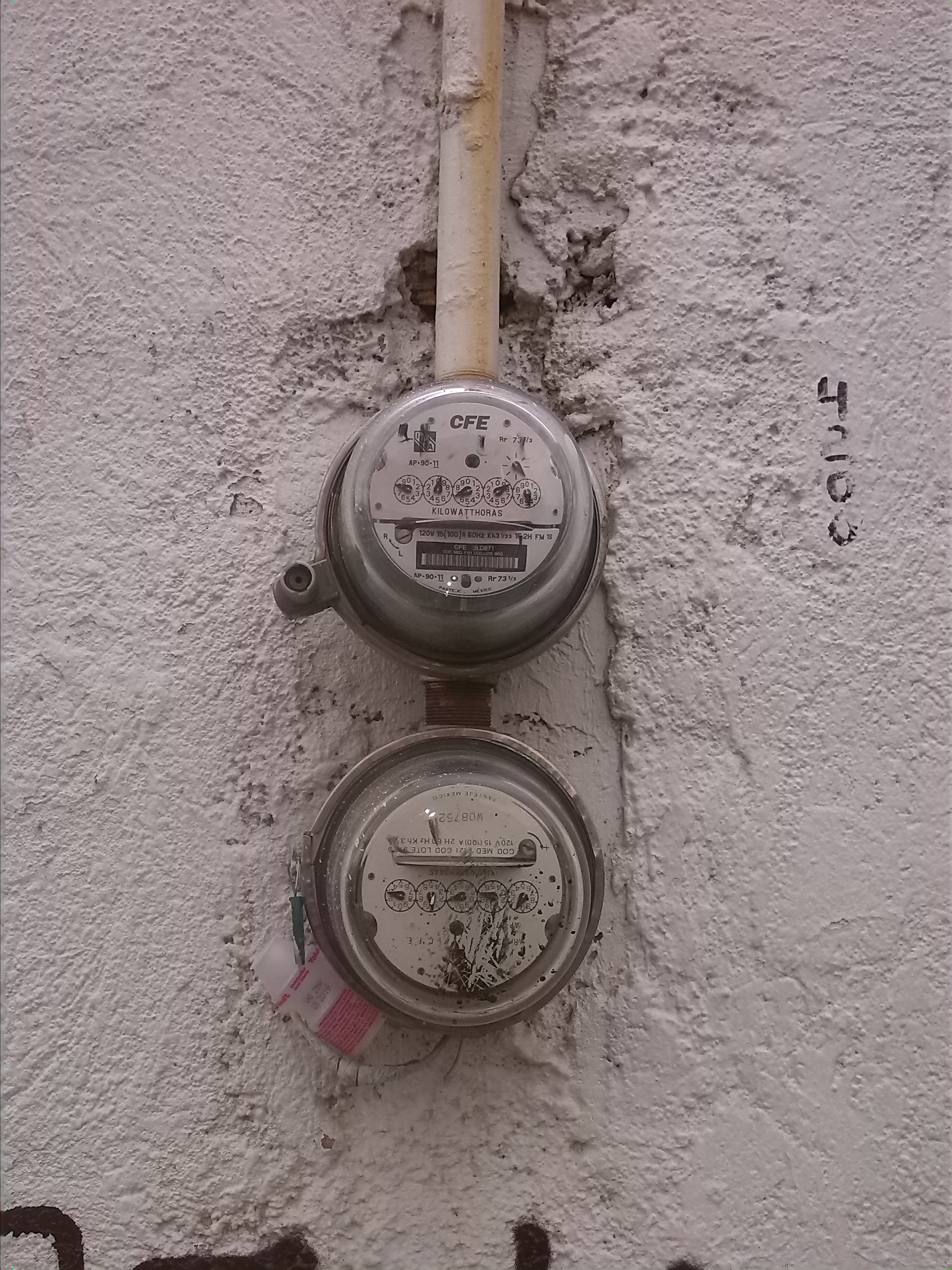
Medidor de electricidad de México de la Comisión Federal de Electricidad

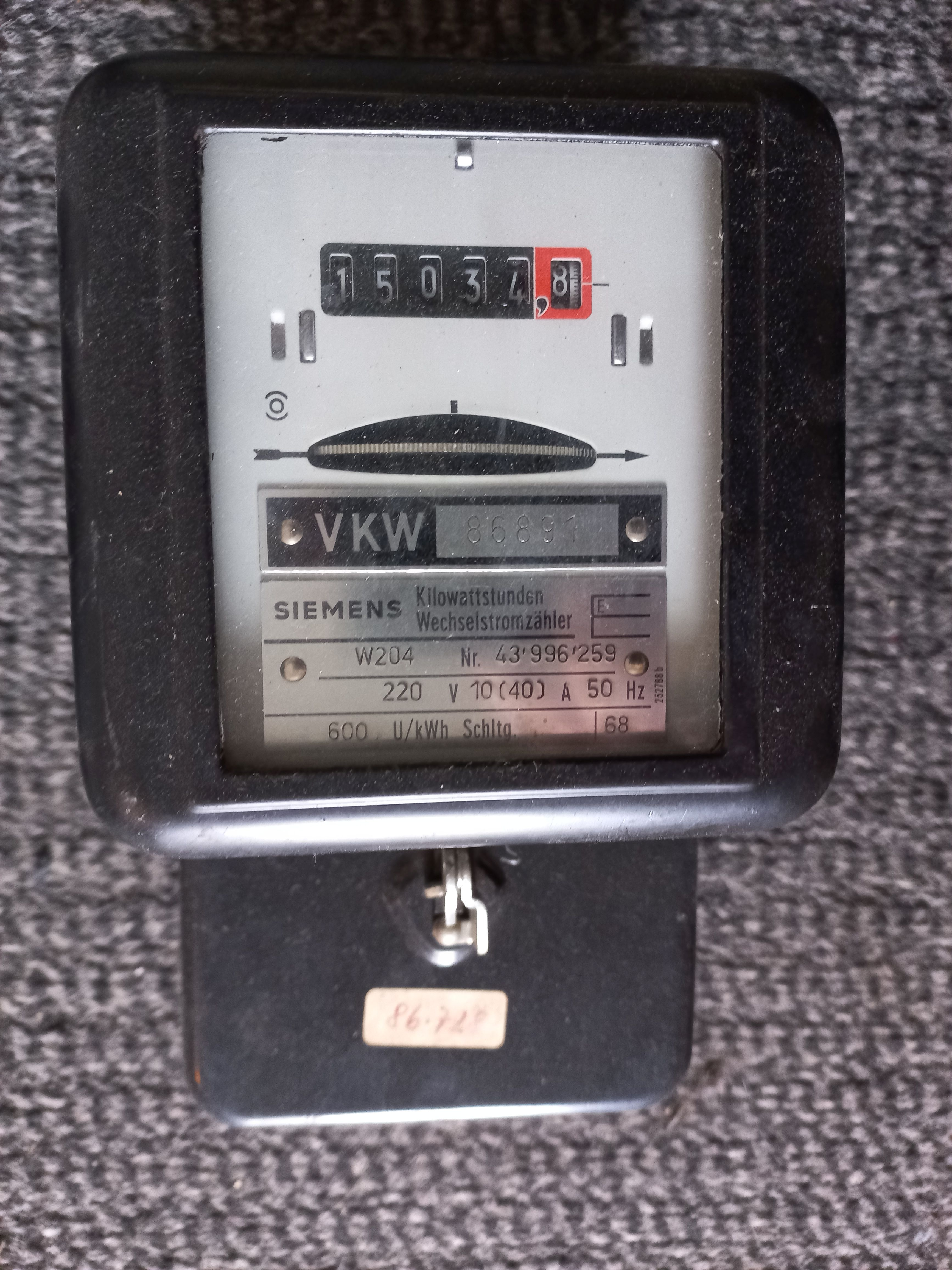
Vatihorímetro analógico estilo europeo.

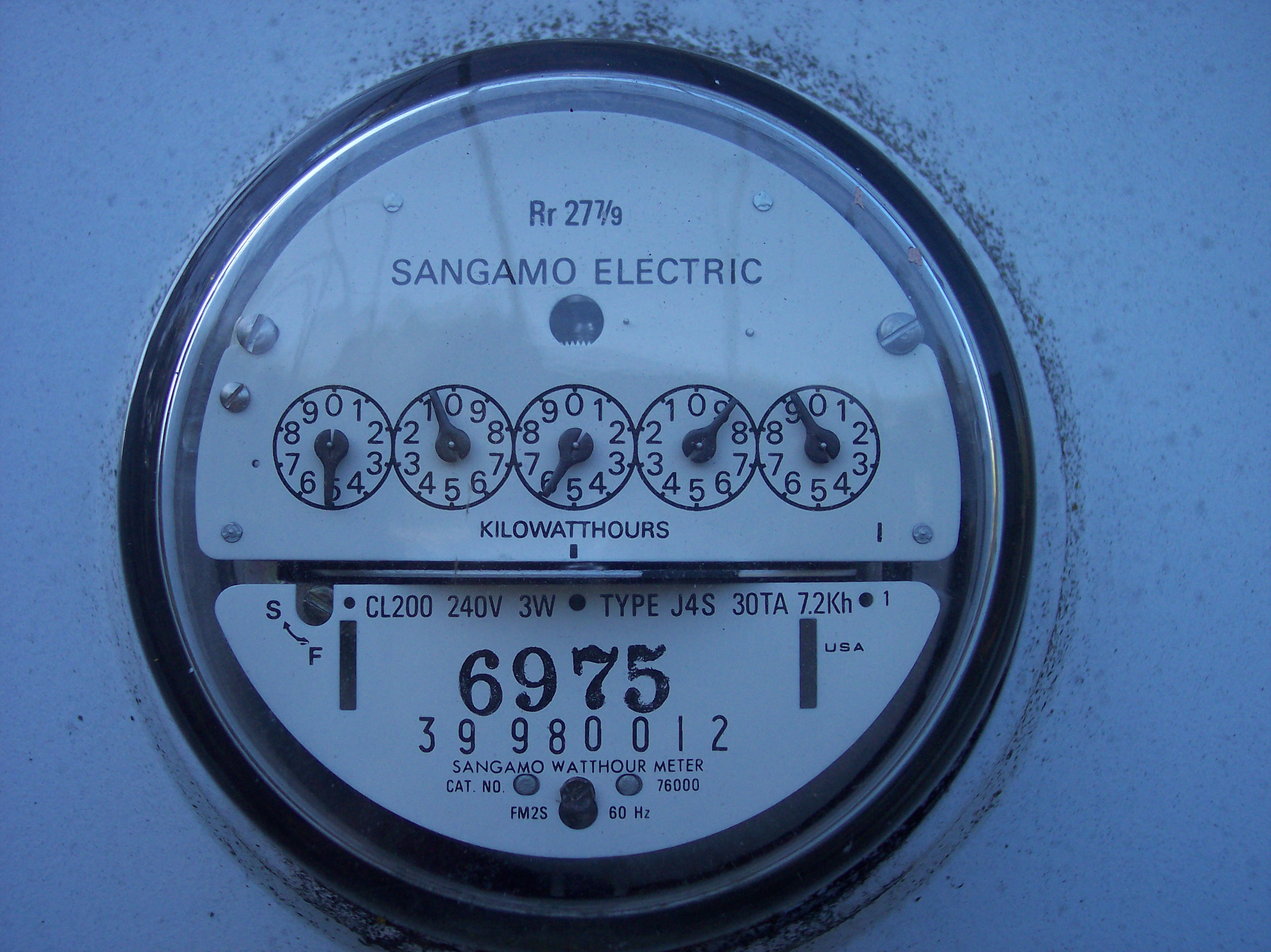
Vatihorímetro analógico estilo estadounidense.

El medidor de consumo eléctrico, vatihorímetro, contador eléctrico o contador de electricidad es un dispositivo que mide el consumo de energía eléctrica de un circuito o un servicio eléctrico, siendo este su objetivo específico. Normalmente están calibrados en unidades de facturación, siendo la más común el kilovatio-hora [kWh]. 
Existen contadores electromecánicos y electrónicos o digitales siendo este el ocupado actualmente. Los electromecánicos utilizan bobinados de corriente y de tensión para crear corrientes parásitas en un disco que, bajo la influencia de los campos magnéticos, produce un giro que mueve las agujas del cuadrante. Los contadores electrónicos utilizan convertidores analógico-digitales para transformar las señales analógicas de tensión y corriente eléctrica, en señales digitales para realizar los cálculos y mostrarlos.
Los contadores digitales permiten una lectura más precisa de la información que se muestra en tiempo real pero no todos los contadores digitales permiten la telegestión. En los contadores sin telegestión, se lleva a cabo la lectura del contador una vez por período de facturación. Los medidores inteligentes (contadores de telegestión) aprovechan que están instalados en una red eléctrica inteligente (smart grid) para enviar a la compañía distribuidora los datos de consumo con una frecuencia mayor. La posibilidad de la telegestión abre la puerta a la apligación de diferentes tarifas horarias que puede contribuir a reducir la factura del cliente. Conforme progrese la implantación de las redes inteligentes, esto permitirá una generación más ajustada a la demanda real de cada momento del día así como otras funcionalidades.

## Partes

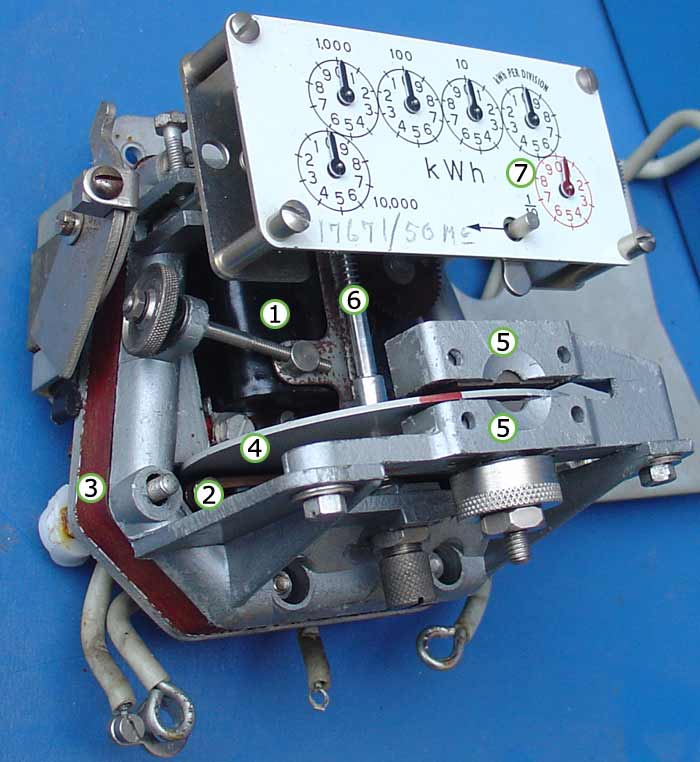
Partes de un medidor de electricidad analógico estilo estadounidense.

| N.º | Parte                | Descripción |
| --- | -------------------- | --- |
| 1   | Bobina de voltaje    | Varias vueltas de alambre fino encapsulado en plástico. Conectada en paralelo con la carga. Ubicada sobre el Disco. Provoca corrientes parásitas en el disco. |
| 2   | Bobinas de corriente | Una de tres vueltas y la otra de dos vueltas de alambre grueso. Conectadas en serie con la carga. Ubicadas bajo el Disco. Su diferencia de tamaños provoca un desbalance en las corrientes parásitas, lo que hace rotar el Disco en forma proporcional a la carga. |
| 3   | Estator              | Concentra y confina el campo magnético |
| 4   | Disco                | Rotor de aluminio con perforaciones que impiden la rotación inversa al interrumpir las corrientes parásitas que lo hacen rotar |
| 5   | Freno de disco       | Imanes permanentes. Ubicados lateralmente al Disco. Evitan que por inercia se embale el disco |
| 6   | Eje                  | Con engranaje de gusano. Transmite el movimiento del Disco a las pantallas diales por medio de engranajes reductores. Es soportado por cojinetes de fricción hechos de rubies para reducir fricción.                                                               |
| 7   | Pantallas diales     | Los diales 10 y 1000 rotan al sentido de las manecillas del reloj |
| 7   | Pantallas diales     | Los diales 1,100 y 10000 rotan contrario al sentido de las manecillas del reloj |

## Funcionamiento
El medidor electromecánico utiliza dos juegos de bobinas que producen campos magnéticos; estos campos actúan sobre un disco, (generalmente de aluminio, que es un conductor NO  magnético en donde se producen corrientes parásitas). La acción de las corrientes parásitas producidas por las bobinas de corriente sobre el campo magnético de las bobinas de voltaje y la acción de las corrientes parásitas producidas por las bobinas de voltaje sobre el campo magnético de las bobinas de corriente dan un resultado vectorial tal, que produce un par de giro sobre el disco. El par de giro es proporcional a la potencia consumida por el circuito.
El disco está soportado por campos magnéticos y soportes de rubí para disminuir la fricción, un sistema de engranajes transmite el movimiento del disco a las agujas que cuentan el número de vueltas del contador. A mayor potencia más rápido gira el disco, acumulando más giros conforme pasa el tiempo. 
Las tensiones máximas que soportan los contadores eléctricos son de aproximadamente 600 voltios, y las corrientes máximas pueden ser de hasta 200 amperios. Cuando las tensiones y las corrientes exceden estos límites se requieren transformadores de medición de tensión y de corriente. Se utilizan factores de conversión para calcular el consumo en dichos casos.
Existe una bobina de sombra que es una chapita la cual esta cortocircuitada. Dicha bobina posee una resistencia despreciable y por ende en esta se generará una corriente muy importante, la cual al estar sometida a un campo generará un par motor que eliminará el coeficiente de rozamiento de los engranajes. El contador comenzará a funcionar con el 1 % de la carga y entre un factor de potencia de 0,5 en adelanto y atraso.

## Contadores de consumo internos
Se trata de aparatos que permiten medida de energía utilizadas por los aparatos individuales. Hay una variedad de modelos disponibles en el mercado hoy en día, pero todos ellos funcionan mediante el mismo principio básico. El medidor está enchufado a una toma de corriente y el aparato a medir se conecta en el medidor. Estos dispositivos pueden ayudar a ahorrar  energía al ayudar a conocer qué aparatos consumen más energía, o incluso si un aparato presenta un problema y está consumiendo más energía de la que debería. 
Algunos de los nuevos contadores digitales por telegestión permiten la conexión de un dispositivo que transmita al usuario el consumo puntual y por períodos. Con esta información se busca concienciar al usuario sobre la energía que consume.

## Fraude y seguridad
Los contadores pueden ser manipulados para que registren menos consumo del real, lo que permite el uso de energía sin tener que pagar por ello. Este robo de fluido eléctrico es un delito penal según diferentes legislaciones nacionales y, además, puede ser peligroso.
La sustitución de contadores por los nuevos equipos con telegestión está permitiendo detectar muchos casos de robo de fluido eléctrico.
Cuando se detecta una manipulación, las compañías comercializadoras refacturan el consumo no pagado previamente. La cuantía de esa refacturación depende de cada legislación, pero si no se puede determinar la cuantía no facturada se aplica una fórmula de pago de n horas de consumo, por potencia contratada, por un plazo de n meses de refacturación. Por ejemplo, en la mayoría de los estados de EE. UU. para un precio de $0.095/kWh se le aplicaría al punto de suministro con potencia más común un cargo de $5000 por mes.
Las manipulaciones de contadores y otros elementos del suministro eléctrico pueden provocar situaciones de peligro físico para las personas y propiedades, al desproteger elementos de la conexión. Se producen incendios en las concentraciones de contadores, así como picos de sobretensión que pueden dañar electrodomésticos o incluso herir a personas.